# Blindsee (Gewässer)
Blindsee wird in der Terminologie nach Albrecht Penck ein See genannt, der in einem geschlossenen Becken liegt, also über keinen oberirdischen, natürlichen Abfluss verfügt, der aber sein Wasser nicht vorrangig über Verdunstung (Evaporation) verliert. Der Begriff ist veraltet und wird seit etwa 100 Jahren nur noch wenig gebraucht. Obwohl entsprechende Seen fast weltweit verbreitet sind, ist der Begriff Blindsee fast nur für Seen im deutschsprachigen Alpenraum verwendet worden. In der modernen, vorwiegend englischen Fachsprache wird ein See, der in Teilen seines Beckens Wasser über Zustrom von Grundwasser erhält, in anderen Abschnitten Wasser durch Versickerung ins Grundwasser verliert, flow-through-lake (deutsch: Durchflusssee) genannt.

## Terminologie
In der Hydrologie von Seen können diese Wasser durch Niederschlag, durch oberirdischen oder unterirdischen Zustrom von Wasser erhalten. Sie verlieren Wasser durch Verdunstung, den oberirdischen oder unterirdischen Abfluss. Reale Seen sind durch Interaktion dieser Vorgänge geprägt, die weder räumlich noch zeitlich stabil sind. Seen ohne (regelmäßigen) oberirdischen Abfluss sind geschlossene Seen, sie bilden geschlossene Becken, d. h. sie sind ringsum von einer oberirdischen Wasserscheide umgeben. Seen, die weder einen oberirdischen Zufluss noch einen Abfluss (Überlauf) durch ein Fließgewässer besitzen, sind nicht selten. Ein Beispiel im norddeutschen Tiefland ist etwa der Stechlin in Brandenburg.
Penck unterscheidet bei den Hohlformen der Erdoberfläche, in denen Seen entstehen können, Wannen von Seebecken. Eine Wanne ist jede Hohlform, in der sich Wasser stauen könnte, ein Seebecken entsteht daraus nur, wenn sich ein See bildet. Wannen sind in vielen Fällen nicht bis zu einem oberirdischen Überlauf mit Wasser gefüllt. In ariden Gebieten verdunstet oft das Wasser, ehe die Hohlform überlaufen kann, solche Seen werden Endsee genannt. Während Endseen typisch für Regionen mit aridem Klima sind, finden sich Blindseen auch genauso in humiden Regionen.
In Pencks Definition des Blindsees sind auch Karstgewässer wie die irischen Turloughs oder die Polje(n)seen Dalmatiens mit eingeschlossen, die als oberirdische Gewässer flach sind und oft erhebliche Wasserspiegelschwankungen, oft mit regelmäßigen Austrocknungsphasen, aufweisen. Auch ausdauernde Karstgewässer wie die Cenotes in Mexiko besitzen keinen oberirdischen Zu- oder Abfluss. Der Ausdruck „Blindsee“ für Karstgewässer ist aber nicht üblich geworden.

## Entstehung
Mit Ausnahme der eigentlichen Karstgewässer treten Blindseen vor allem in Seenbecken auf, die sich in einem Talgrund hinter einem Bergsturz, der das Tal abriegelt, aufgestaut haben. Diese Bergsturzmassen sind oft sehr porenreich und damit durchlässig, sie ermöglichen oberflächennahen Abfluss in der ungesättigten Zone oberhalb des Grundwasserspiegels. Am Grund eines Sees lagern sich organische und anorganische, meist sehr feinkörnige Sedimente ab, die oft wenig wasserdurchlässig sind und so den Seeboden abdichten. Verluste durch Versickerung treten vorwiegend in den Uferböschungen auf. Dadurch bleibt auch bei geringem oder fehlendem Wasserzustrom überhaupt ein oberirdisches Gewässer erhalten. Durch diesen Mechanismus verliert der See umso mehr Wasser, je höher der Wasserspiegel steigt. Dies stabilisiert den Wasserspiegel. Die meisten der als Blindseen bezeichneten Gewässer besitzen aber einen oberirdischen Überlauf, der nur bei sehr hohem Wasserstand aktiv wird.

## Verwendung
Der Ausdruck Blindsee ist fachsprachlich in der Geologie und Geomorphologie belegt, wird aber heute kaum noch verwendet. In der Limnologie ist der Begriff nie üblich gewesen. So hat François-Alphonse Forel in seinem grundlegenden Handbuch der Seenkunde zwar Bezug auf Penck und seine Systematik der Wannen und Seenbecken genommen, den Begriff Blindsee aber nicht übernommen.
Als Blindsee im deutschen Sprachraum wird etwa der Eibsee bezeichnet. Ein Poljensee in den österreichischen Alpen ist der Haleswiessee. Ein abflussloser Karstsee der Alpen ist zum Beispiel der Formarinsee.